# Alpes austríacos
Os Alpes austríacos eram uma antiga designação dos Alpes e que se encontravam na Austria.

## Divisão tradicional
Os Alpes austríacos faziam parte da divisão tradicional da partição dos Alpes adoptada em 1926 pelo IX Congresso Geográfico Italiano na Itália, com o objectivo de normalizar a sua divisão em Alpes Ocidentais, Alpes Centrais e dos Alpes Orientais, aos quais pertenciam.
Hoje não são considerados uma secção alpina, nem fazem parte da classificação da SOIUSA mas estão incorporados nos Alpes setentrionais de Salisburgo.